# Rhynchosia lutea
Rhynchosia lutea är en ärtväxtart som beskrevs av Stephen Troyte Dunn. Rhynchosia lutea ingår i släktet Rhynchosia och familjen ärtväxter. Inga underarter finns listade i Catalogue of Life.